# Nowozawiediennoje
Nowozawiediennoje (ros. Новозаведенное) – wieś w Rosji, w Kraju Stawropolskim, w rejonie gieorgijewskim. W 2010 liczyła 5147 mieszkańców.